# Боршуцин (струмок)
Боршуцин — струмок (річка) в Україні у Перечинському районі Закарпатської області. Права притока річки Тур'ї (басейн Дунаю).
У деяких джерелах цей водотік носить назву Мокрянський потік, а потік Борсучин зазначається як його ліва притока у с. Мокра.

## Опис
Довжина струмка приблизно 9,50 км, найкоротша відстань між витоком і гирлом — 8,00  км, коефіцієнт звивистості річки — 1,19 . Формується багатьма струмками.

## Розташування
Бере початок на південно-західній стороні від села Липовець та на південно-західних схилах плоскогір'я (826,2 м). Тече переважно на південний захід через буковий ліс, поміж горами Явірник (704,8 м) та Припур (351,0 м), через село Мокра і на північно-східній околиці села Тур'я Пасіка впадає у річку Тур'ю, ліву притоку річки Уж.

## Цікаві факти
- Від гирла струмка на південній стороні на відстані приблизно 490,12 м пролягає автошлях Т 0712[2] (автомобільний шлях територіального значення у Закарпатській області. Пролягає територією Перечинського та Свалявського районів через Перечин — Сваляву. Загальна довжина — 52,1 км.).